# Admir Vladavić
Admir Vladavić (Ljubinje, 29. lipnja 1982.) je bosanskohercegovački umirovljeni nogometaš.
Karijeru je započeo u klubu FK Iskra Bregava Stolac odakle je prešao u mostarski Velež. U ljeto 2005. godine potpisuje četverogodišnji ugovor s FK Željezničar gdje se vrlo brzo nametnuo kao jedan od najboljih igrača kluba, ali i Premijer lige. Zbog toga su mnogi strani klubovi iskazali zanimanje za dovođenje ovog igrača. U svoje ga redove dovodi slovačka MŠK Žilina.
28. veljače 2006. debitirao je za reprezentaciju Bosne i Hercegovine na utakmici s Japanom i do sada je ukupno odigrao 11 utakmica.

## Privatni život
Admir i mjegova supruga Ajla sinu su dali ime Zinedin, po francuskom nogometašu Zinedinu Zidanu.

## Vanjske poveznice
- Admir Vladavić na national-football-teams.com